# Bieliszów
Bieliszów es una localidad del distrito de Góra, en el voivodato de Baja Silesia (Polonia). 

## Ubicación
Se encuentra en el suroeste del país, dentro del término municipal de Jemielno, a unos 5 km al oeste de la localidad homónima y sede del gobierno municipal, a unos 16 al sur de Góra, la capital del distrito, y a unos 60 al noroeste de Breslavia, la capital del voivodato. Bieliszów perteneció a Alemania hasta 1945.